# Alekseï Poddoubski
Alekseï Nikolaïevitch Poddoubski (en russe : Алексей Николаевич Поддубский) est un footballeur et entraîneur de football russe né le 13 juin 1972 à Khabarovsk.
Actif au niveau professionnel de 1988 à 2007, il joue durant la quasi-totalité de sa carrière de joueur pour le SKA-Khabarovsk, à l'exception de trois années passées en première division sous les couleurs du CSKA Moscou puis de l'Okean Nakhodka entre 1992 et 1995. Après la fin de sa carrière, il reste au SKA en tant qu'entraîneur, dirigeant notamment l'équipe première à plusieurs reprises entre 2015 et 2022.

## Biographie

### Carrière de joueur
Né et formé à Khabarovsk, il fait ses débuts professionnels au sein de l'équipe locale du SKA à l'âge de 18 ans lors de la saison 1988, jouant sept matchs en troisième division cette année-là. S'imposant progressivement comme titulaire, il est transféré en 1992 au CSKA Moscou avec qui il découvre la première division russe et prend part à la finale de la dernière édition de la coupe d'Union soviétique, perdue face au Spartak Moscou.
Assez peu utilisé au CSKA, Poddoubski rejoint dès 1993 l'Okean Nakhodka où il s'impose rapidement comme titulaire, jouant cette année-là 27 rencontres pour trois buts, mais ne peut éviter la relégation du club en fin de saison. Il passe par la suite une saison et demie de plus au club en deuxième division avant de s'en aller à la mi-saison 1995.
À son départ de Nakhodka, il décide de faire son retour dans son club de formation du SKA-Khabarovsk en troisième division. Il y passe par la suite le restant de sa carrière, cumulant 377 rencontres pour 53 buts marqués entre 1995 et 2007 et aidant notamment le club à monter en deuxième division en 2001. Il prend finalement sa retraite au terme de l'exercice 2007, à l'âge de 35 ans.

### Carrière d'entraîneur
Devenant entraîneur après la fin de sa carrière de joueur, Poddoubski reste par la suite au SKA-Khabarovsk où il est nommé en juin 2013 adjoint de Valdas Ivanauskas. Après le départ de celui-ci en avril 2015, il occupe pendant un mois le poste d'entraîneur principal par intérim et parvient à maintenir le club au terme de l'exercice 2014-2015. Il redevient par la suite adjoint sous les ordres d'Aleksandr Grigoryan.
Nommé à la tête des équipes de jeunes du SKA après le départ de Grigoryan en début d'année 2017, il est rappelé par l'équipe première dès le mois de mai 2017 afin de remplacer Andreï Gordeïev pour la fin de la saison 2016-2017, d'abord par intérim puis de manière permanente,. Sous ses ordres, l'équipe termine alors quatrième du championnat et prend ainsi part aux barrages de promotion à l'issue desquels elle parvient à battre le FK Orenbourg, accédant ainsi à la première division pour la première fois de son histoire.
Après un mauvais début de saison 2017-2018, Poddoubski démissionne de son poste durant la trêve hivernale et devient dans la foulée directeur sportif du club. Il obtient sa licence UEFA Pro au mois de décembre 2018 et fait son retour sur le banc dès le mois de mars 2019 après le départ de Vadim Ievseïev,. Après avoir amené le club à deux places de septième dans le championnat de deuxième division, une série de mauvais résultats au début de l'exercice 2020-2021 l'amène finalement à démissionner une nouvelle fois durant le mois d'octobre 2020.
Dirigeant ensuite la deuxième équipe du club en troisième division lors de la première moitié de l'exercice 2021-2022, Poddouski est rappelé une nouvelle fois à la tête de l'équipe première en février 2022 pour pallier le départ de Sergueï Iouran au FK Khimki. Reprenant une équipe au bord des barrages de promotion, il parvient par la suite à assurer la place de quatrième mais s'incline par la suite en barrages contre le FK Khimki (victoire 1-0 à l'aller, défaite 3-0 au retour) et s'en va au terme de son contrat.

## Statistiques
| Saison                | Club                   | Championnat           | Championnat | Championnat | Coupe(s) nationale(s) | Coupe(s) nationale(s) | Total | Total |
| Saison                | Club                   | Division              | M.          | B.          | M.                    | B.                    | M.    | B.    |
| 1988                  | SKA-Khabarovsk         | D3                    | 7           | 0           | -                     | -                     | 7     | 0     |
| 1989                  | SKA-Khabarovsk         | D3                    | 20          | 0           | -                     | -                     | 20    | 0     |
| 1990                  | SKA-Khabarovsk         | D4                    | 24          | 3           | -                     | -                     | 24    | 3     |
| 1991                  | SKA-Khabarovsk         | D4                    | 33          | 1           | -                     | -                     | 33    | 1     |
| Sous-total            | Sous-total             | Sous-total            | 84          | 4           | -                     | -                     | 84    | 4     |
| 1992                  | CSKA Moscou            | D1                    | 11          | 0           | 3                     | 0                     | 14    | 0     |
| 1993                  | Okean Nakhodka         | D1                    | 27          | 3           | 1                     | 0                     | 28    | 3     |
| 1994                  | Okean Nakhodka         | D2                    | 35          | 5           | -                     | -                     | 35    | 5     |
| 1995                  | Okean Nakhodka         | D2                    | 19          | 2           | -                     | -                     | 19    | 2     |
| Sous-total            | Sous-total             | Sous-total            | 92          | 10          | 4                     | 0                     | 96    | 10    |
| 1995                  | SKA-Khabarovsk         | D3                    | 7           | 1           | -                     | -                     | 7     | 1     |
| 1996                  | SKA-Khabarovsk         | D3                    | 28          | 6           | 2                     | 0                     | 30    | 6     |
| 1997                  | SKA-Khabarovsk         | D3                    | 25          | 10          | 2                     | 1                     | 27    | 11    |
| 1998                  | SKA-Khabarovsk         | D3                    | 30          | 6           | 1                     | 0                     | 31    | 6     |
| 1999                  | SKA-Energia Khabarovsk | D3                    | 27          | 10          | 1                     | 0                     | 28    | 10    |
| 2000                  | SKA-Energia Khabarovsk | D3                    | 19          | 8           | 1                     | 0                     | 20    | 8     |
| 2001                  | SKA-Energia Khabarovsk | D3                    | 29          | 0           | 1                     | 0                     | 30    | 0     |
| 2002                  | SKA-Energia Khabarovsk | D2                    | 26          | 2           | -                     | -                     | 26    | 2     |
| 2003                  | SKA-Energia Khabarovsk | D2                    | 38          | 2           | -                     | -                     | 38    | 2     |
| 2004                  | SKA-Energia Khabarovsk | D2                    | 39          | 5           | 1                     | 0                     | 40    | 5     |
| 2005                  | SKA-Energia Khabarovsk | D2                    | 31          | 0           | -                     | -                     | 31    | 0     |
| 2006                  | SKA-Energia Khabarovsk | D2                    | 31          | 2           | -                     | -                     | 31    | 2     |
| 2007                  | SKA-Energia Khabarovsk | D2                    | 37          | 0           | 1                     | 0                     | 38    | 0     |
| Sous-total            | Sous-total             | Sous-total            | 367         | 52          | 10                    | 1                     | 377   | 53    |
| Total sur la carrière | Total sur la carrière  | Total sur la carrière | 543         | 66          | 14                    | 1                     | 557   | 67    |

## Palmarès
CSKA Moscou
- Finaliste de la Coupe d'Union soviétique en 1992.

 SKA-Khabarovsk
- Vainqueur de la zone Est de la troisième division en 2001.